# Tigawasa
Tigawasa is een bestuurslaag in het regentschap Buleleng van de provincie Bali, Indonesië. Tigawasa telt 5373 inwoners (volkstelling 2010).